# دما
دما یک کمیّت فیزیکی است که میزان گرمی و سردی را نمایان می‌کند و با دماسنج می‌توان آن را اندازه‌گیری کرد. اگر دو جسم دارای دمای متفاوت باشند، گرما از جسم با دمای بیشتر به جسم با دمای کمتر منتقل می‌شود تا هنگامی که دمای دو جسم به تعادل(برابری) برسد.
یکاهای گوناگونی برای دما شناخته شده‌است. در دستگاه بین‌المللی از یکای کلوین استفاده می‌شود؛ ولی یکاهای دیگری مانند سلسیوس یا درجه سانتی‌گراد، فارنهایت و رانکین نیز برای دما به کار می‌روند.
اندازه‌گیری دما با دماسنج انجام می‌شود. گونه‌های مختلف دماسنج وجود دارند که از روش‌های گوناگون برای اندازه‌گیری دما استفاده می‌کنند. برای نمونه، اندازه‌گیری دما در دماسنج جیوه‌ای با بهره‌گیری از ویژگی انبساط گرمایی (جیوه) انجام می‌شود.
تغییر دمای یک جسم یا یک محیط مادی با فرایند تبدیل انرژی انجام می‌شود. برای نمونه، هدر رفتن انرژی مکانیکی در اثر اصطکاک منجر به افزایش دما می‌شود. از سوی دیگر، سرد کردن گازها با انبساط گاز (که انرژی گرمایی به کار تبدیل می‌شود) انجام می‌شود.
علم ترمودینامیک، به بررسی فرایندهای مربوط به تغییرات دما می‌پردازد.

## تعریف
دما یک ویژگی ماده است که وابسته به انرژی گرمایی آن است. هر چه انرژی گرمایی ماده‌ای افزایش یابد، دمای آن نیز افزایش پیدا می‌کند. دما به عنوان میزان گرم بودن یک ماده شناخته می‌شود. به بیان دیگر، میان دو ماده با دمای متفاوت، ماده‌ای که گرمای بیشتری داشته‌باشد، دمای آن نیز بالاتر است. برای اندازه‌گیری دمای مواد، یکاهای مختلفی شناخته می‌شوند.

### یکاهای دما
یکاهای گوناگونی برای دما شناخته شده‌اند. تفاوت یکاهای مختلف، در دو عامل نقطه صفر یکا و مقیاس واحد (یا درجه) هر یکا است.

#### سلسیوس
یکای سلسیوس که به افتخار آندرش سلسیوس نام‌گذاری شده و با نماد C° نشان داده می‌شود، متداول‌ترین یکای مورد استفادۀ هم‌اکنون است. این یکا پیشتر با نام سانتی‌گراد شناخته می‌شد که ترکیب دو واژه سانتی (به لاتین: centum) (به معنی صد) و گراد (به لاتین: gradius) (به معنی درجه) است. پایۀ این یکا، نقطه انجماد و جوش آب هستند. نقطه انجماد آب برابر دمای صفر درجه و نقطه جوش آن برابر دمای صد درجه سانتی‌گراد شناخته شده‌است.

#### فارنهایت
فارنهایت با نماد F°، یکای دیگری برای دما است که در گذشته، در بسیاری از کشورها به کار گرفته می‌شد و اکنون در کشورهای اندکی از جمله ایالات متحده آمریکا همچنان به عنوان یکای اصلی اندازه‌گیری دما به کار می‌رود. نقطه صفری که گابریل دنیل فارنهایت برگزید عبارت بود از دمای تعادل گرمایی مخلوطی با نسبت برابر از یخ، آب و آمونیوم کلرید (که اندزۀ آن برابر ۱۷٫۷۸- سلسیوس است). هم‌چنین دو نقطه مرجع دیگر را دمای تعادل گرمایی مخلوط آب و یخ (دمای صفر درجه سلسیوس) به معادل ۳۲ فارنهایت و دمای بدن انسان برابر ۹۶ فارنهایت در نظر گرفت. فارنهایت دریافت که دمای جوش آب با این یکا برابر ۲۱۲ درجه است.

#### کِلوین
یکای اصلی دما در سامانۀ متریک، کلوین با نماد K است و یکای مطلق دما نامیده می‌شود؛ زیرا نقطه صفر آن، صفر مطلق است و دمایی پایین‌تر از آن نیست. به عبارت دیگر، در صفر کلوین هیچ گرمایی وجود ندارد و ذرات ماده از جنبش (که نشان دهنده میزان انرژی گرمایی ذره است) بازمی‌ایستند. نرخ تغییرات کلوین، برابر با درجه سلسیوس است و صفر آن برابر ۲۷۳٫۱۵- درجه سلسیوس است. برخلاف دو یکای سلسیوس و فارنهایت که با درجه(°)مشخص می‌شوند، یکای کلوین فقط به صرف گفتن کلوین مشخص می‌شود. برای نمونه ۲۷۳ «کلوین» برابر با ۰ «درجه سلسیوس» است.

### روابط میان یکاهای مختلف دما
رابطه‌های زیر میان یکاهای متداول و فراگیر دما وجود دارد:
- K] = [°C] + ۲۷۳٫۱۵]
- F]= ۱٫۸ [°C] + ۳۲ °]

## رویکرد ترمودینامیکی به دما
از نظر ترمودینامیکی، یکاهای اندازه‌گیری دما به دو دسته بخش‌بندی می‌شوند:

### مقیاس‌های تجربی
بسیاری از مقیاس‌های اندازه‌گیری دما، به صورت تجربی و بر پایۀ اندازه‌گیری ویژگی‌های فیزیکی مواد، شناخته شده‌اند. برای نمونه، بلندی ستون جیوه در یک محفظه شیشه‌ای وابسته به دما است و این مطلب، پایه کاربرد دماسنج جیوه‌ای است. چنین ویژگی‌هایی دارای محدودیت هستند. برای نمونه، دماسنج جیوه‌ای نمی‌تواند دماهای بالاتر از نقطه جوش و پایین‌تر از نقطه گداخت(ذوب) جیوه را نشان دهد؛ زیرا در چنین دماهایی گذار فاز جیوه رخ می‌دهد. هم‌چنین در برخی از مواد، با افزایش دما به جای افزایش حجم، کاهش حجم انجام می‌شود.

### مقیاس‌های نظری
مقیاس‌های نظری بر پایه پارامترهای نظری از جمله ترمودینامیک و مکانیک کوانتوم شناخته می‌شوند. در این مقیاس‌ها از ویژگی مواد و تجهیزات آرمانی استفاده می‌شود. برای نمونه، یکای استاندارد دما بر پایه فرایند چرخۀ آرمانی ماشین گرمایی کارنو است.
ماده آرمانی‌ای که می‌تواند برای شناخت مقیاس‌های دما به کار رود، گاز کامل است. فشار یک توده گاز کامل با حجم و جرم ثابت، نسبت مستقیمی با دمای آن دارد. برخی از گازهای طبیعی در دمای معمول، ویژگی‌هایی نزدیک به گاز کامل دارند.
اندازه‌گیری طیف تابش الکترومغناطیسی از یک جسم سیاه سه‌بعدی آرمانی می‌تواند اندازۀ دقیق دما را به دست دهد، زیرا بسامد بیشینه طیف تابیده از یک جسم سیاه، نسبت مستقیم با دمای جسم سیاه دارد.

## برخی از دماهای مهم
|    | موضوع                       | دما بر حسب درجه سلسیوس |
| -- | --------------------------- | ---------------------- |
| ۱  | نقطهٔ جوش هیدروژن مایع       | ۲۳۵-                   |
| ۲  | نقطهٔ انجماد الکل            | ۱۱۶-                   |
| ۳  | نقطهٔ انجماد جیوه            | ۳۹-                    |
| ۴  | نقطهٔ جوش اکسیژن مایع        | ۱۸۳-                   |
| ۵  | نقطهٔ ذوب یخ                 | ۰                      |
| ۶  | دمای بدن انسان سالم         | ۳۷                     |
| ۷  | نقطهٔ جوش الکل               | ۷۹                     |
| ۸  | نقطهٔ جوش آب                 | ۱۰۰                    |
| ۹  | نقطهٔ جوش جیوه               | ۳۵۷                    |
| ۱۰ | نقطهٔ ذوب طلا                | ۱۰۶۷                   |
| ۱۱ | دمای سطح خورشید             | ۵۶۰۰                   |
| ۱۲ | دمای تقریبی هستهٔ درونی زمین | ۶۰۰۰                   |